# Alexander Rudolf Hohlfeld
Alexander Rudolf Hohlfeld (* 29. Dezember 1865 in Dresden; † 20. April 1956 in Madison, Wisconsin) war ein deutscher Germanist.

## Leben
Der Sohn von Karl Gottlieb Hohlfeld und Helene (geb. Libbert) Hohlfeld wurde in Dresden geboren und besuchte die Annenschule (Dresden). Danach studierte er von 1884 bis 1888 moderne Sprachen und promovierte 1888 an der Universität Leipzig. Er studierte 1889 in Paris und war von 1889 bis 1890 Dozent für Französisch an der Vanderbilt University. 1890 heiratete er Helen Voss aus Elgin (Illinois). Hohlfeld war von 1890 bis 1892 außerordentlicher Professor für romanische Sprachen in Vanderbilt, dann von 1892 bis 1901 Professor für germanische Sprachen und wurde 1900–1901 Dekan dieser Abteilung in Vanderbilt. Im Jahr 1904 wurde Hohlfeld zum Vorsitzenden der deutschen Fakultät der University of Wisconsin-Madison ernannt, die er bis zu seiner Pensionierung im Jahr 1936 innehatte. Helmut Rehder, der an der Universität Heidelberg promovierte, war sein Nachfolger als Abteilungsleiter.

## Schriften (Auswahl)
- Die altenglischen Kollektiv-Misterien. Halle an der Saale 1888, OCLC 187449919.
- Hrsg.: The Goethe Centenary at the University of Wisconsin. A memorial volume of addresses and some other contributions. Madison 1932, OCLC 652357019.
- mit Martin Joos und William Freeman Twaddell: Wortindex zu Goethes Faust. Madison 1940, OCLC 1087453295.
- Fifty years with Goethe 1901–1951. Madison 1953, OCLC 989505061.